# Domažlice
Domažlice (německy Taus) jsou město v okrese Domažlice v Plzeňském kraji a tradiční centrum Chodska, nacházející se na řece Zubřině, 47 kilometrů jihozápadně od Plzně a deset kilometrů od česko-německých hranic. Žije zde přibližně 11 tisíc obyvatel. Sestávají z vlastního města, čtyř předměstí a vsi Havlovice. Historické centrum města je městskou památkovou rezervací.

## Název
Německý název města Taus a latinský Tusta se odvozují z pomístního názvu Tuhošť (variantně Tuhoť, Tugost, Tugocz, Tugoxa, Taust). Název Tuhošť mohl původně označovat hrad na návrší Škarman nebo u Smolova. Jiné zdroje připisují původ k roku 964, kdy v místě dnešních Domažlic údajně Oto I. přikázal vévodovi Boleslavovi, aby jako trest za vzpouru mu sloužil a držel kotel nad ohněm, což měl doprovodit slovy „Tu sta“ čili „Ty stůj“.
Původ českého názvu Domažlice dle ústní tradice vychází ze slovního spojení „domaž líce“ nebo „doma lžíce“ (přičemž záměna „lžíce“ za „žlíce“ je v chodštině běžná). Dle lingvistů je však název odvozen z vlastního jména: „Domažlice jsou osadou lidí Domažilových, pojmenování bylo odvozeno z osobního staročeského jména Domažil.“ 

## Historie

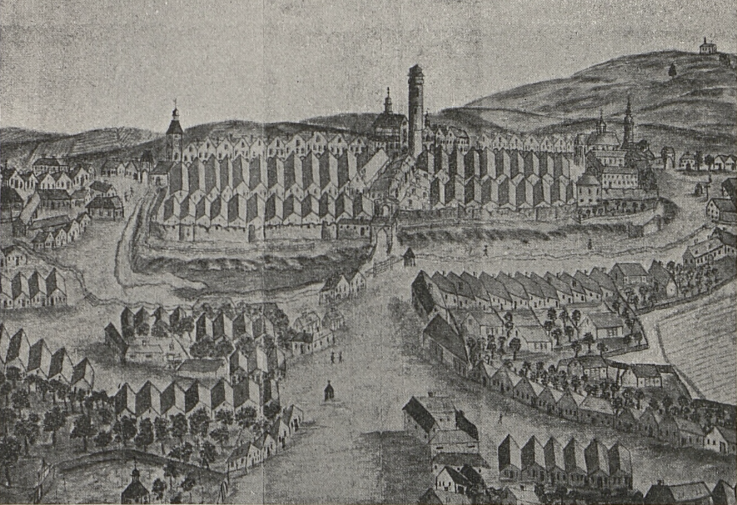
Domažlice na konci 18. století

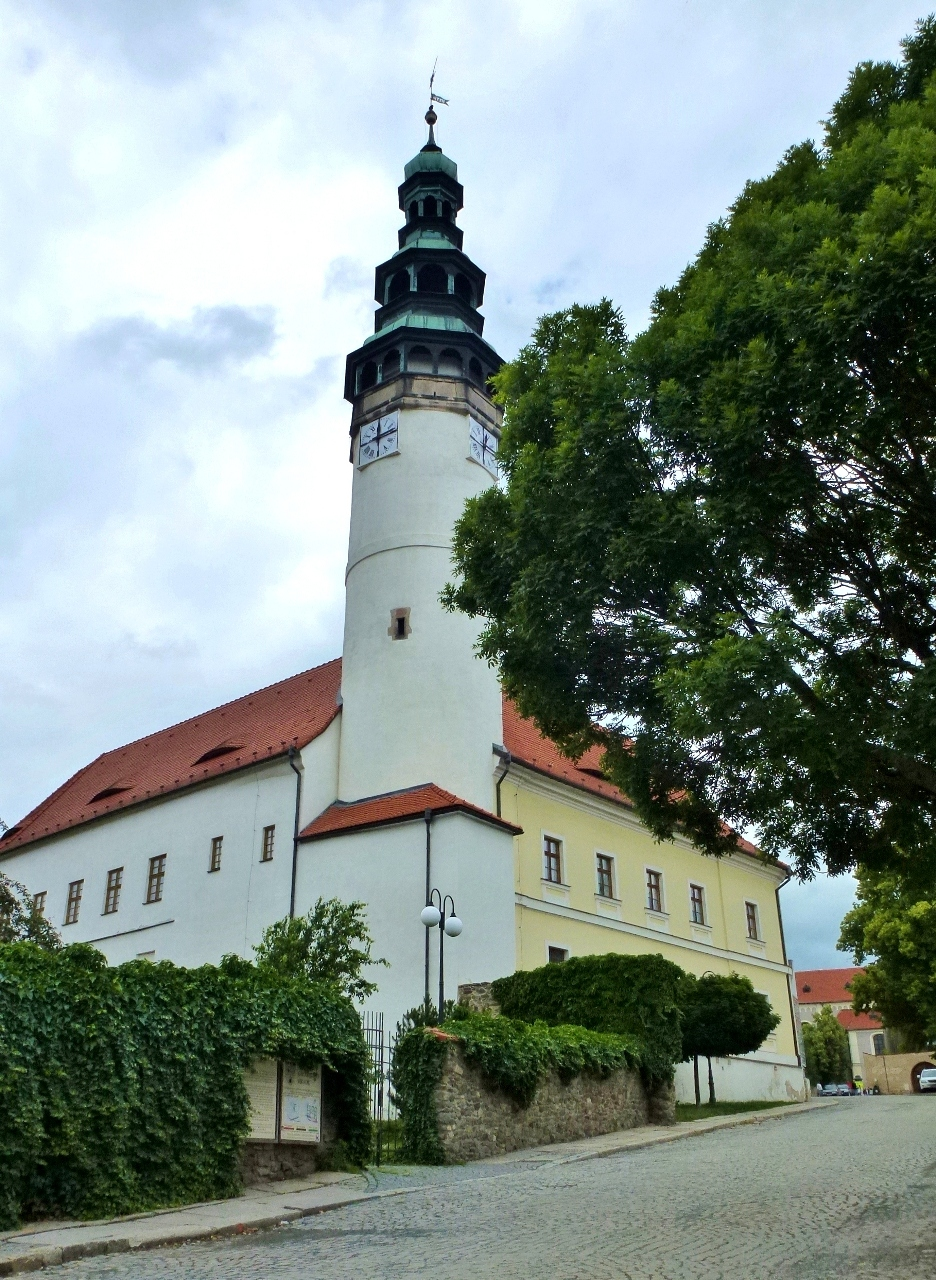
Chodský hrad

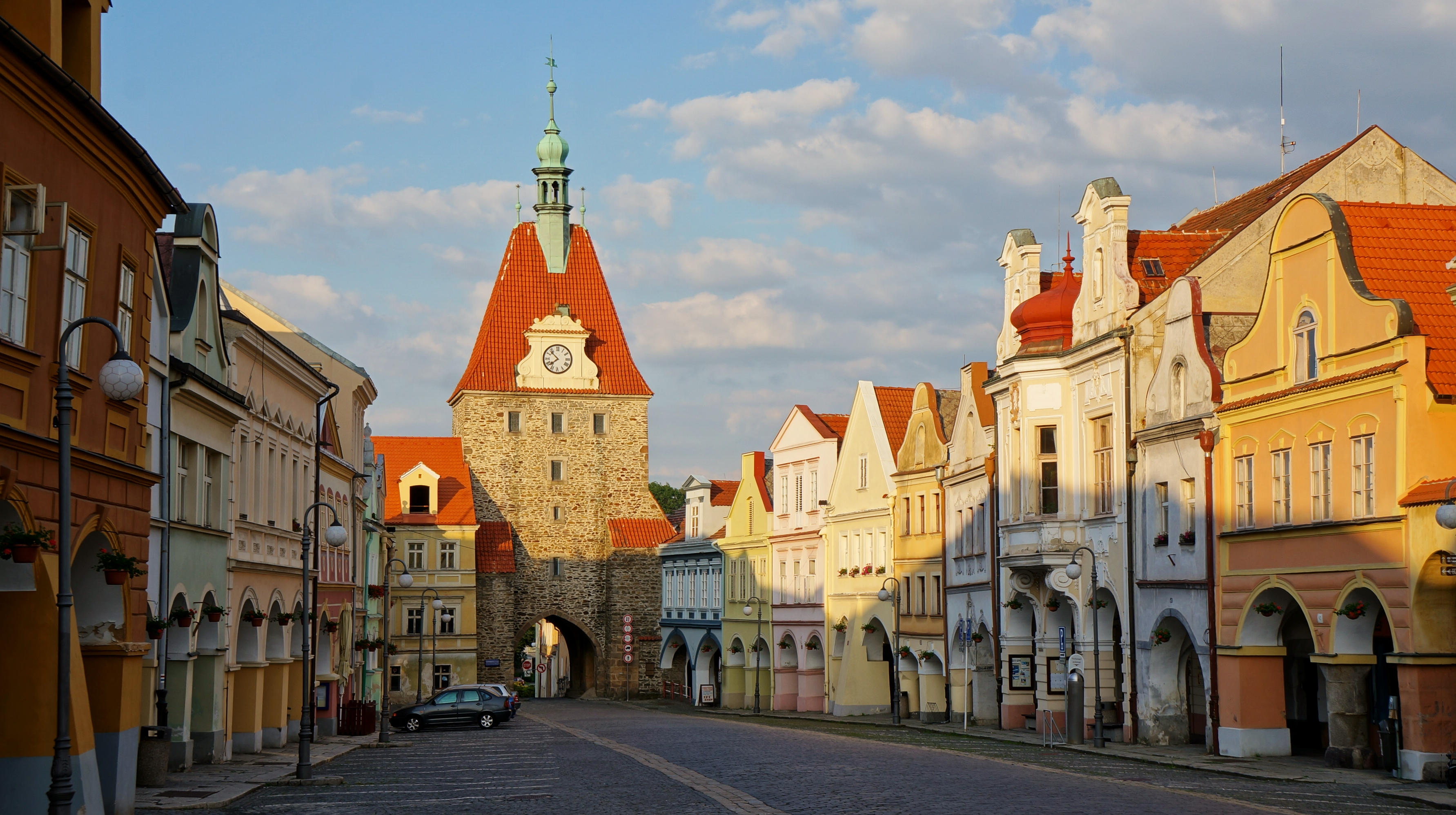
Dolejší brána

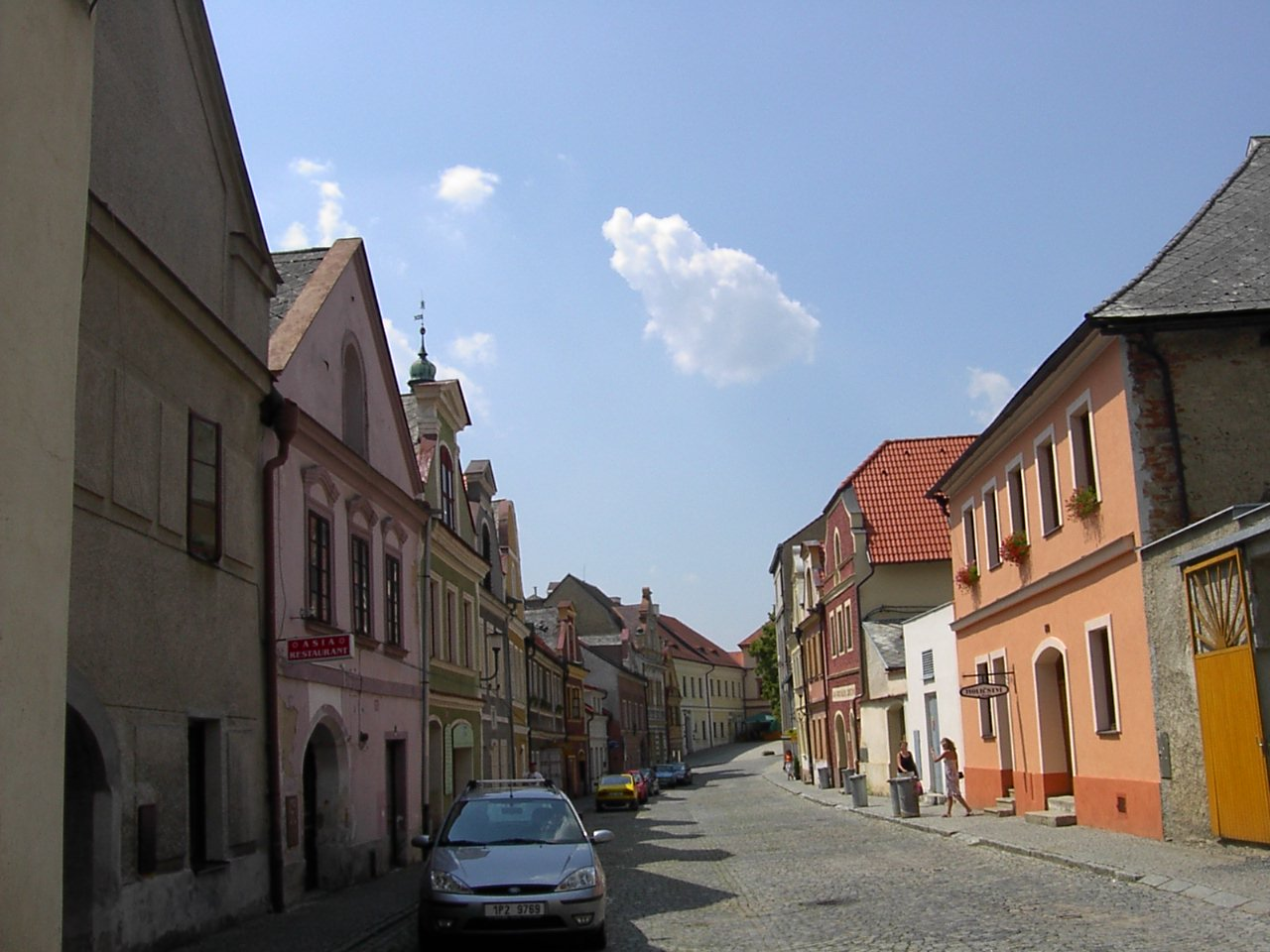
Hradská ulice

Nejstarší psané zmínky o Domažlicích se datují ke konci 10. století, kdy zde existovala pouhá osada.
„K významné fortifikačně statutární změně lokality dochází v 60. letech 13. století, kdy se trhová osada z rozhodnutí českého krále mění v opevněné královské město. Vznik nově vysazeného města spadá do období rozmachu zakladatelské a opevňovací aktivity českého krále Přemysla Otakara II. Tehdy se Domažlice spolu s dalšími vybranými příhraničními lokalitami stávají součástí velkolepého hraničního opevnění proti Bavorsku i jednou z důležitých opor Přemyslovy státnické politiky.“ Místní hrad se stal sídlem purkrabího, pod jehož pravomoc náležely i svobodné chodské vsi. Roku 1373 byly předměstí a okolní vsi vypáleny bavorskými vojsky.
V období husitských válek se město přidalo na stranu táboritů. V srpnu roku 1431 bylo obléháno vojsky čtvrté křížové výpravy v čele s markrabětem Fridrichem Braniborským a kardinálem Giulianem Cesarinim, jež 14. srpna mezi Domažlicemi a městečkem Kdyně porazily spojené husitské svazy pod velením Prokopa Holého (bitva u Domažlic). Město pak nadále stálo při králi Jiřím z Poděbrad a roku 1467 se domažličtí postavili s českým vojskem proti bavorské křížové výpravě v bitvě u Nýrska. V období pozdní gotiky byl vylepšen městský obranný systém, přičemž došlo k výstavbě kruhové hlásky na náměstí, jež dodnes tvoří klasickou dominantu Domažlic. Z roku 1592 pak pochází nejstarší vyobrazení města, podle něhož se dají vysledovat proměny centrální zástavby.
Počátkem 17. století se Domažlice i přilehlé obce připojily ke stavovskému povstání, na které po Bílé hoře navázalo povstání Chodů. Celkově znamenalo 17. století pro město úpadek. Situace se postupně zlepšovala až v 18. století. Tehdy se již začal rozvíjet drobný průmysl a Domažlice se staly důležitým městem s trhovým právem. 19. století přineslo české národní obrození.
Národopisná oblast Chodska se tehdy stala velmi oblíbenou pro mnohé významné osobnosti. V této době došlo k další modernizaci města – bouraly se hradby a některé brány, hradební příkopy byly zasypány a město se mohlo rozšiřovat i za své původně jasně stanovené území.
V neděli 22. února 1891 pronesl v sále Baucově předvolební projev před třemi stovkami voličů profesor Tomáš Garrigue Masaryk.
Dne 13. srpna 1939 se při příležitosti Vavřinecké poutě, jako vyjádření odporu odstoupení československého pohraničí, konalo velké protestní shromáždění. Domažlice totiž díky svému převažujícímu českému obyvatelstvu zůstaly na území Protektorátu Čechy a Morava, zatímco mnohé obce v jejich okolí se podle procentuálního zastoupení Němců staly součástí nacistické říše. Celou situaci komplikoval ještě fakt, že hranice byla častokrát utvořena nesmyslně. Vlak z Plzně do Domažlic údajně sedmkrát přejížděl tehdejší státní hranici.
Ke konci druhé světové války působila na Domažlicku odbojová organizace Niva, součást Rady tří. Dne 21. dubna 1945 navázala spojení s americkou armádou, která se blížila k městu od západu. Niva informovala Američany o umístění německých jednotek a pomáhala jim nalézt nejvhodnější cesty postupu. Dne 5. května 1945 Američané město osvobodili.
V noci z 11. na 12. července 1945 bylo zavražděno a pochováno v hromadných hrobech v pískovně nacházející se na pravé straně silnice mezi Domažlicemi a Draženovem asi 100 osob, přibližně 120 osob bylo zastřeleno na domažlickém nádraží a v jeho blízkosti zahrabáno. Oběťmi byli Němci ze sběrného tábora v Chrastavicích, kde se připravovali k odsunu.
Roku 1948 byla uzavřena hranice a Domažlicko, dříve významná příhraniční oblast na rozhraní Čech a Bavorska, se stalo oblastí na výspě východního bloku.
V roce 1960 Domažlice obhájily status okresního města. Moderní okres Domažlice od toho roku zahrnoval území o ploše přibližně 1140 km². Do jeho území byla spojena největší města, jako jsou Kdyně, Horšovský Týn nebo Holýšov, spolu s přilehlými obcemi. To podpořilo rozvoj průmyslu i služeb ve městě.
Postupně vznikly nové průmyslové závody a budovy správních úřadů. Vlivem výstavby sídlišť, zejména na Týnském předměstí, rostl počet obyvatel. Ten v 70. letech překročil počet 10 000 a nadále rostl. Sídlištní výstavba nezasáhla citelněji do historického jádra města.
Po roce 1989 došlo po otevření hranic k opětovnému rozvoji turistického ruchu ve městě i okolí. Město začalo spolupracovat se svým bavorským protějškem Furth im Wald.
Mezi nejvýznamnější počiny současné doby můžeme řadit přeložku silnice I/26, která v roce 1998 odvedla tranzitní dopravu z předměstí, a výstavbu nové nemocnice, která nahradila nevyhovující areál v roce 2006.

## Obyvatelstvo

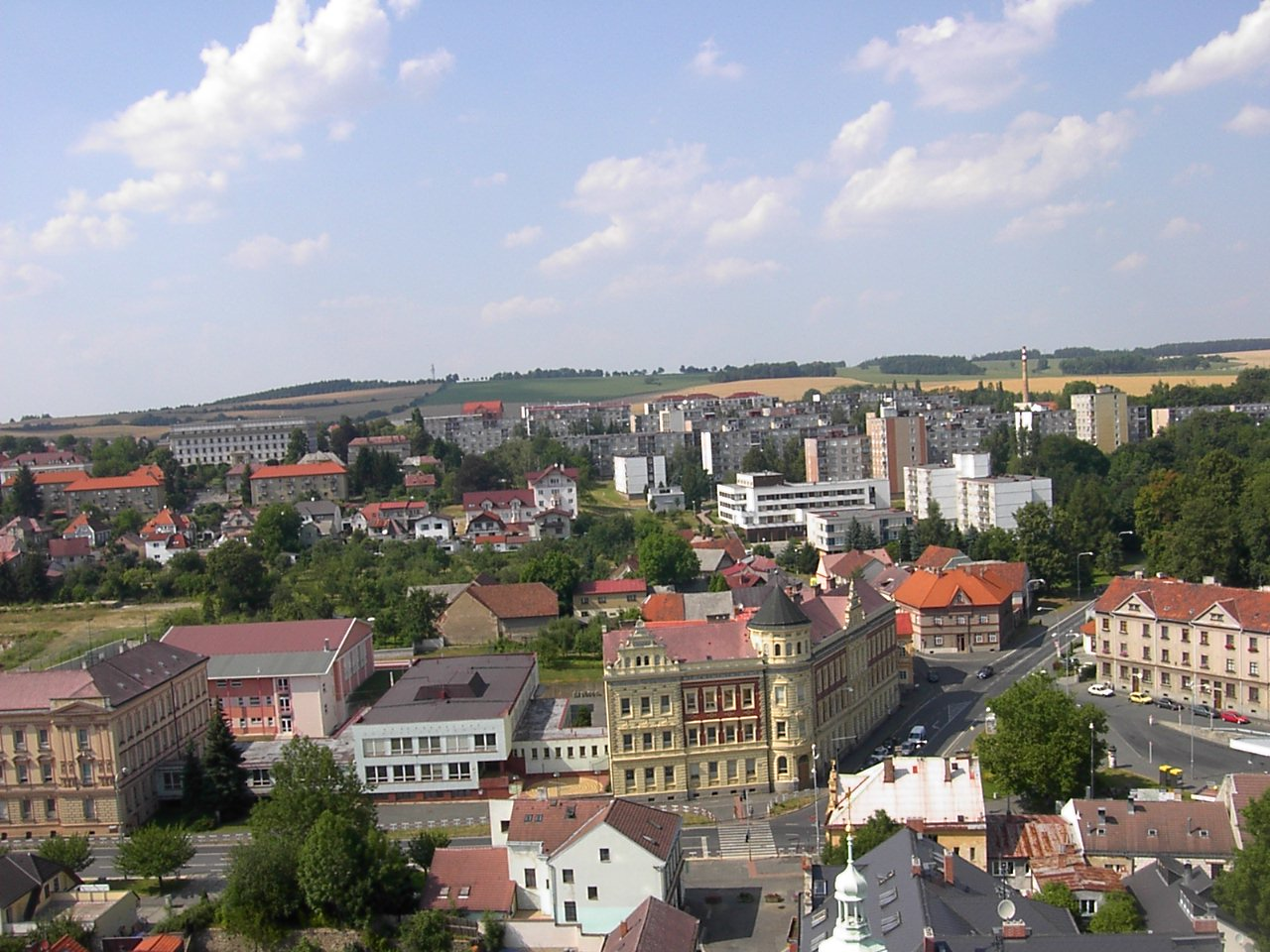
Týnské předměstí s rozsáhlou sídlištní výstavbou

### Národnostní složení
Podle údajů ČSÚ ze Sčítání lidu v roce 2001 žilo v Domažlicích 11 048 obyvatel. Dle národnosti bylo 93,75 % občanů národnosti české, 1,49 % slovenské, 1,13 % vietnamské a 0,22 % německé. Zbylé národnostní skupiny jsou v zastoupení pod 20 občanů.

### Náboženství
Ke dni sčítání bylo z celkového počtu obyvatel zjištěno 30,87 % věřících. Z nich 87,48 % vyznávalo římskokatolické náboženství, 3,52 % věřících se řadilo k českobratrské evangelické církvi, 1,29 % věřících byli členové Církve československé husitské, 57,48 % bylo bez vyznání, u 11,66 % obyvatel nebyla zjištěna příslušnost či nepříslušnost k určitému náboženství.

### Vývoj počtu obyvatel
| Rok            | 1869          | 1880          | 1890  | 1900          | 1910  | 1921          | 1930          | 1950          | 1961  | 1970  | 1980   | 1991   | 2001   | 2011   | 2021   |
| -------------- | ------------- | ------------- | ----- | ------------- | ----- | ------------- | ------------- | ------------- | ----- | ----- | ------ | ------ | ------ | ------ | ------ |
| Počet obyvatel | 7 319 a 6 969 | 7 745 a 7 364 | 8 046 | 7 907 a 7 556 | 8 555 | 8 049 a 7 678 | 9 406 a 9 068 | 8 995 a 8 739 | 7 723 | 9 044 | 11 256 | 11 519 | 11 048 | 10 997 | 10 872 |
| Počet domů     | 694           | 671           | 692   | 691           | 783   | 844           | 1 076         | 1 225         | 1 238 | 1 352 | 1 435  | 1 485  | 1 581  | 1 729  | 1 815  |

Věková struktura obyvatel obce Domažlice roku 2011
Rodinný stav obyvatel obce Domažlice roku 2011
Vzdělání obyvatel obce Domažlice roku 2011

## Městská správa

### Členění města

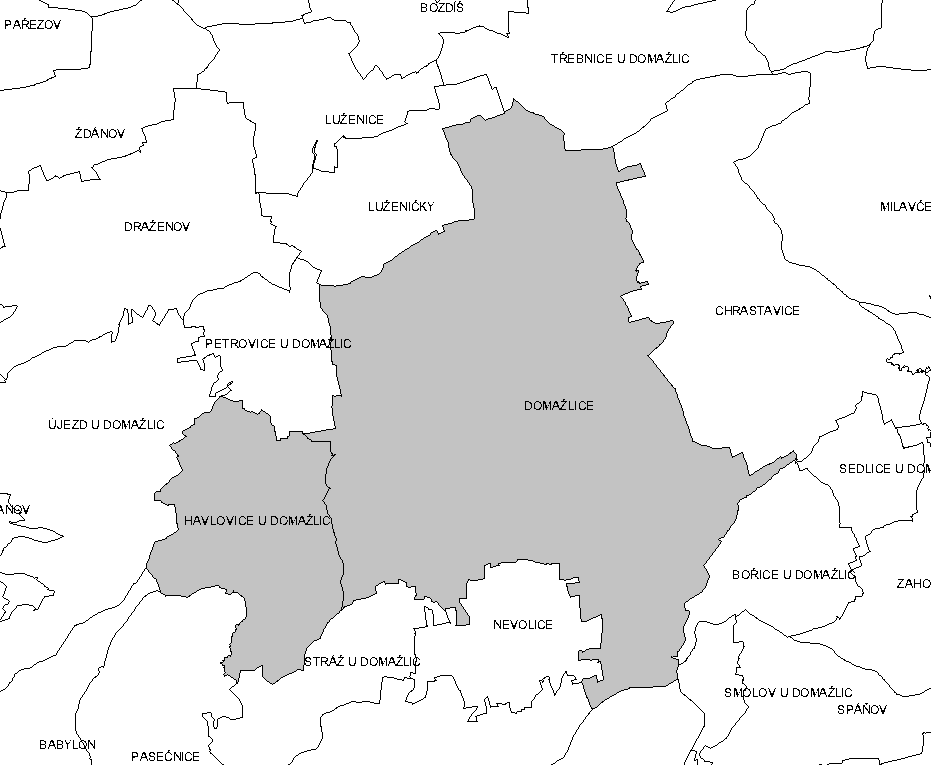
Katastrální území Domažlic

Město se v současnosti skládá ze dvou katastrálních území a šesti místních částí. Od 1. července 1980 do 23. listopadu 1990 byla součástí Domažlic dnešní obec Babylon.
Katastrální území
- Domažlice – části Město a všechna předměstí (Dolejší, Hořejší, Bezděkovské a Týnské)
- Havlovice u Domažlic – část Havlovice

Místní části
- Bezděkovské Předměstí – leží na jihovýchodním svahu města. Jeho domovní fond je tvořen převážně rodinnými domky. Nachází se zde průmyslová základna Domažlic společně s železničním nádražím. Podle údajů ze sčítání lidu z roku 2001 zde žilo 2331 obyvatel.
- Dolejší Předměstí – malá čtvrť nízkých městských domů, sevřená ulicemi Poděbradova a Prokopa Velikého. Má 633 obyvatel (2001).
- Havlovice – původně samostatná obec, ležící 3 km západně od města, dodnes mimo souvislou zástavbu Domažlic. Má ryze vesnický charakter. Nedaleko Havlovic je křižovatka silnic I/26 a II/193. Železniční zastávka. 151 obyvatel.
- Hořejší Předměstí – západní část města. Najdeme tam jak panelovou, tak starší zděnou zástavbu, plavecký bazén, stadion a různá hřiště. Na jeho okraji je budova nové nemocnice. 2728 obyvatel.
- Město – historické jádro města, počet obyvatel 509.
- Týnské Předměstí – sídliště na severním svahu. Sídlí zde okresní soud. Počet obyvatel 4696.

### Správní území
Domažlice byly dříve okresním městem, v současnosti jsou obcí s rozšířenou působností a obcí s pověřeným obecním úřadem. Okres Domažlice stále existuje a skládá se z 85 obcí, správní obvod obce s rozšířenou působností čítá 30 obcí.

### Okolní obce
Řazeno po směru hodinových ručiček:
- Meclov
- Chrastavice
- Zahořany
- Mrákov
- Kout na Šumavě
- Tlumačov
- Nevolice
- Stráž
- Pasečnice
- Babylon
- Újezd
- Luženičky

## Doprava

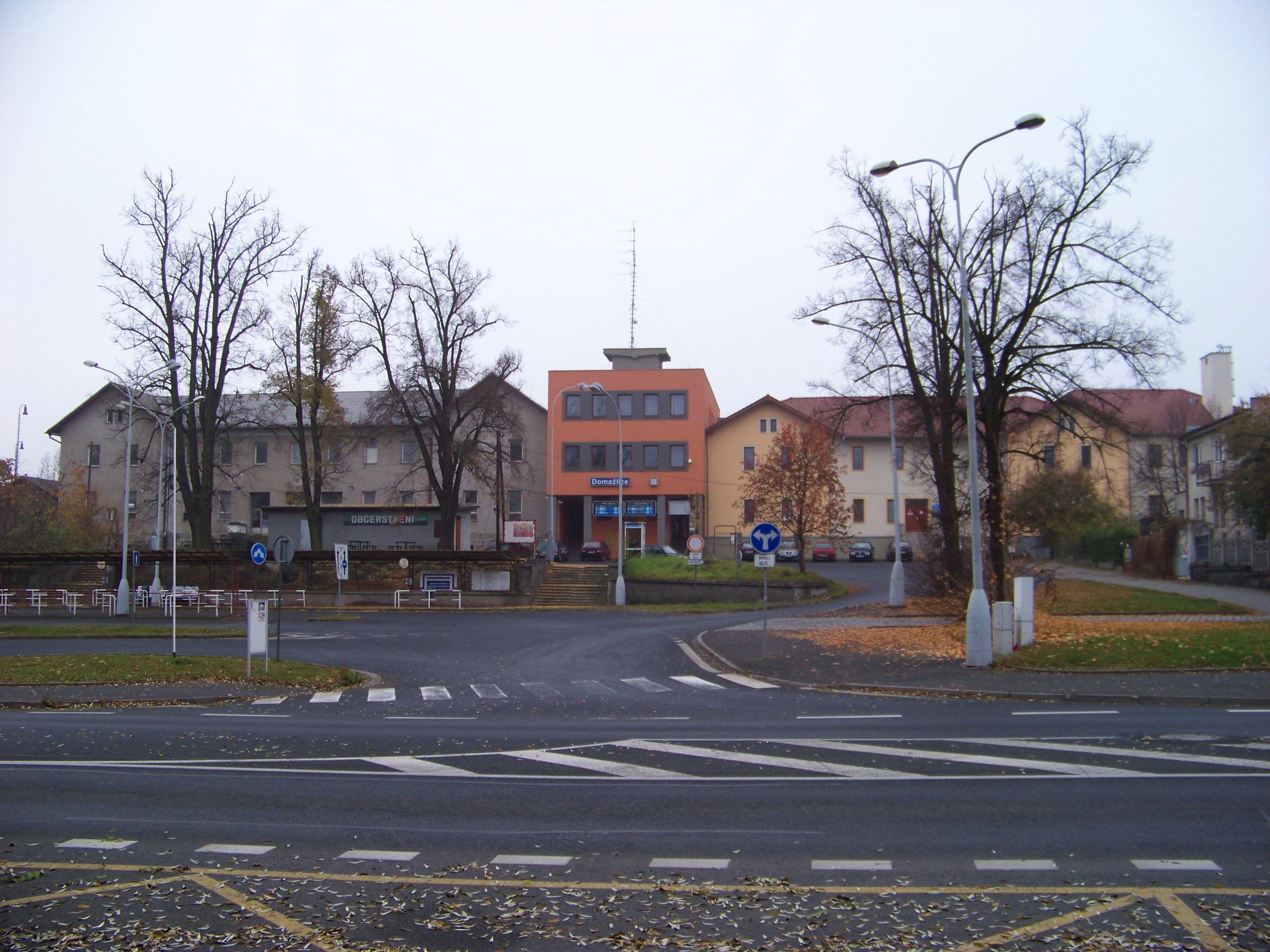
Železniční stanice

Do roku 1998 se v Domažlicích nacházela křižovatka silnic I/26 (Plzeň–Folmava) a I/22 (Vodňany–Strakonice–Klatovy-Domažlice). V roce 1998 byla vybudována přeložka a silnice I/26 Domažlicemi již neprochází. Původní silnice I. třídy se stala součástí silnice II/193 Domažlice–Horšovský Týn–Stříbro–Žlutice.
Domažlice jsou čtyřsměrným železničním uzlem. Protínají se zde tratě Plzeň – Furth im Wald, Domažlice – Planá u Mariánských Lázní a Horažďovice–Domažlice. Na území města je železniční stanice Domažlice a zastávka Domažlice město.
Domažlice jsou také cílovou stanicí mnohých autobusových linek sjíždějících se z různých koutů okresu. Rovněž zde projíždějí nebo končí dálkové linky, např. ve směru na Plzeň. Ve městě není vybudováno žádné autobusové nádraží. Autobusy jsou odstavovány v terminálu v Poděbradově ulici, vzniklém v roce 1990. Mnohé linky zajíždějí také k železniční stanici. V provozu je jedna linka městské autobusové dopravy v Domažlicích, za tarif MHD se přepravuje i na městských úsecích regionálních linek. A především autobusová a vlaková doprava.

## Muzea a galerie

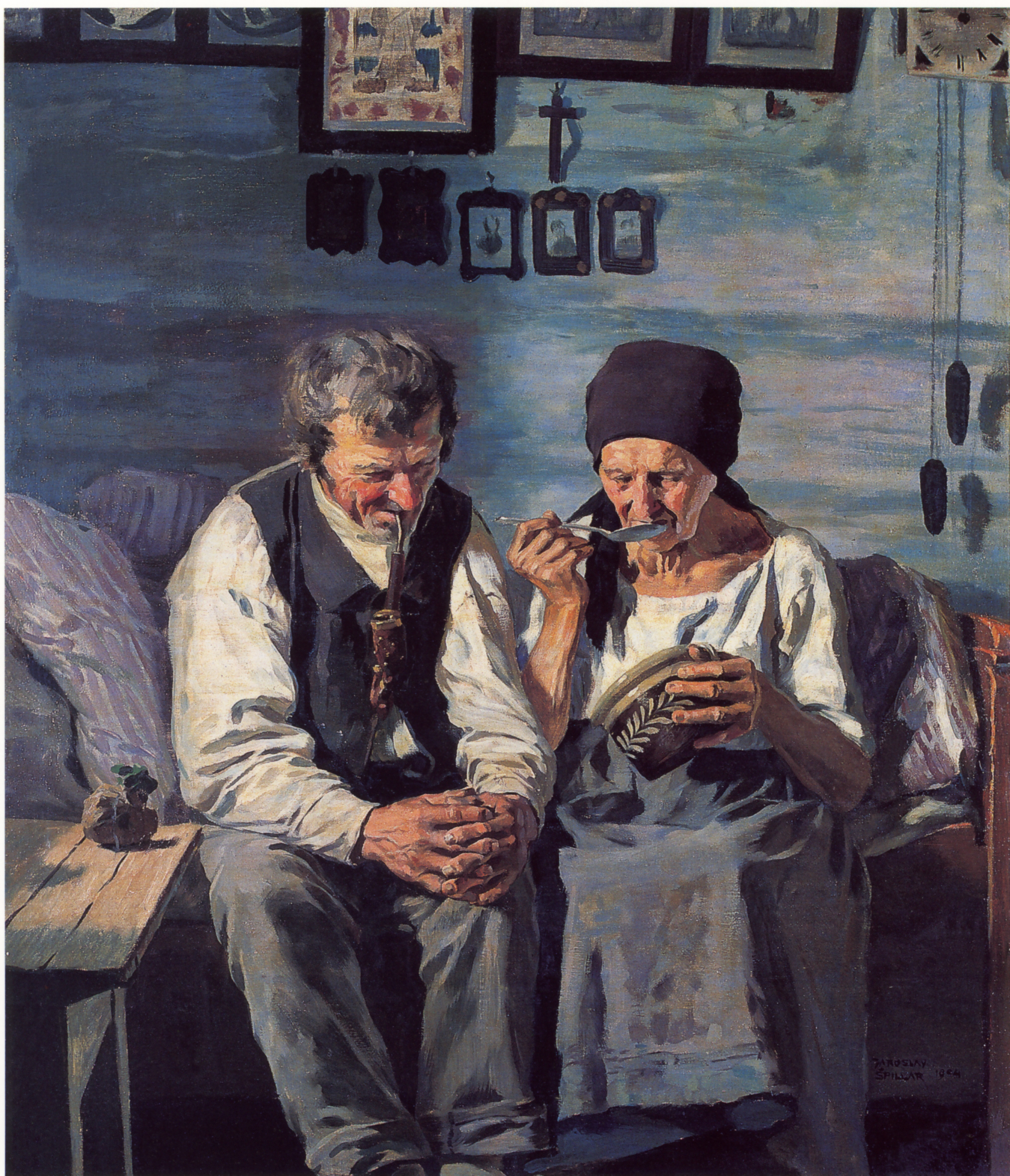
Jaroslav Špillar: Das Altenteil (Výměnek); Domažlice 1904

- Muzeum Chodska v Domažlicích
- Galerie bratří Špillarů
- Muzeum Jindřicha Jindřicha

## Chodské slavnosti
Každý rok v srpnu se v Domažlicích konají známé Chodské slavnosti. Jejich tradice byla zahájena bezprostředně po skončení druhé světové války – pouť na Vavřinec se opět konala 12. srpna 1945. Církevní význam této akce byl za komunismu potlačován, ale folklorní ráz původní poutě se zachoval. Oslavy se však přesunuly od kostela sv. Vavřince do města. Po revoluci jsou slavnosti opět spojovány se svatovavřineckou poutí a jsou nejvýznamnější kulturní akcí na Domažlicku.

## Služby a instituce

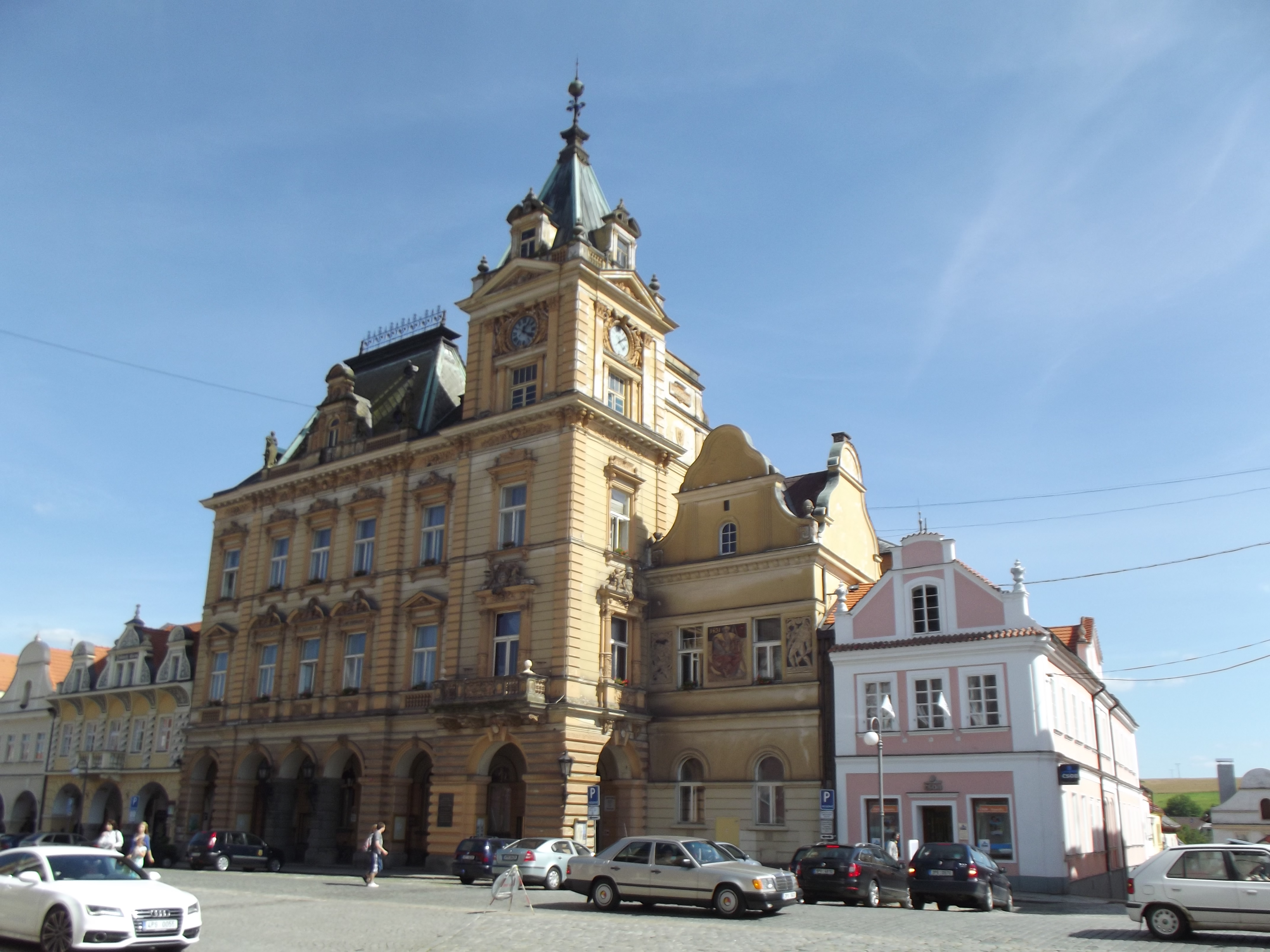
Radnice

Město zřizuje městskou knihovnu, kulturní středisko, domov s pečovatelskou službou, základní uměleckou školu, dvě základní školy (Msgre. B. Staška a Komenského), mateřskou školu s mnoha pobočkami, dětské jesle a plavecký bazén. Dalšími významnými vzdělávacími ústavy jsou Gymnázium Jindřicha Šimona Baara, 2 střední odborná učiliště a vyšší odborná škola. V Kozinově ulici byla počátkem roku 2006 otevřena nová budova nemocnice. Nahradila starou, nevyhovující nemocnici v ulici U Nemocnice, která teď už u nemocnice vlastně vůbec není. Ve městě sídlí také územní odbor Policie České republiky, Hasičský záchranný sbor Domažlice, okresní hygienická stanice a okresní soud.
Možnosti nákupů zajišťuje prodejna Albert (na náměstí), diskontní prodejna Penny Market (ve Švabinského ulici) a dvě prodejny Jednoty (v Mánesově a Švabinského ulici). Na náměstí Míru a v přilehlých ulicích najdeme potom širokou síť obchodů všeho druhu od oděvních, přes elektro až po různá papírnictví nebo železářství. Zejména v centru města je množství restaurací různého druhu a cenových kategorií – od českých hospod, různých barů a heren až po pizzerie. Restauračních zařízení ve městě je celkem asi 70.
V katastru města je šest hotelů a několik penzionů a ubytoven. Nejvyšší počet lůžek má hotel Družba na Týnském předměstí (88).

## Průmysl
V Domažlicích je budována průmyslová zóna v lokalitě bývalých vojenských kasáren, jižně od silnice I/22 Draženov–Klatovy. Stávající průmyslové podniky ve městě jsou zaměřeny především na strojírenskou a textilní výrobu. Nezaměstnanost ve městě (podle údajů Úřadu práce Domažlice z ledna 2007) byla 5,60 %.

## Pamětihodnosti

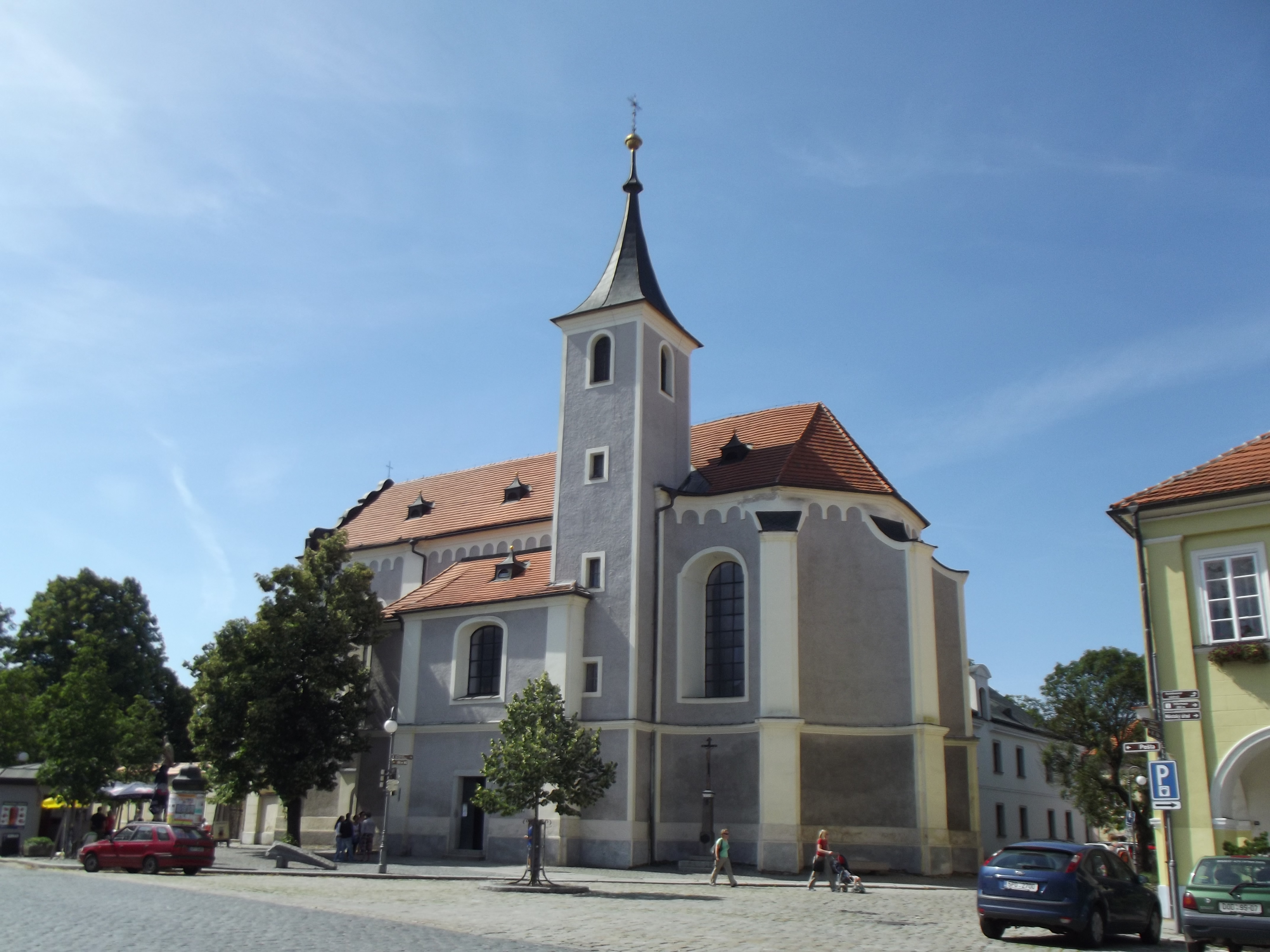
Kostel Nanebevzetí Panny Marie

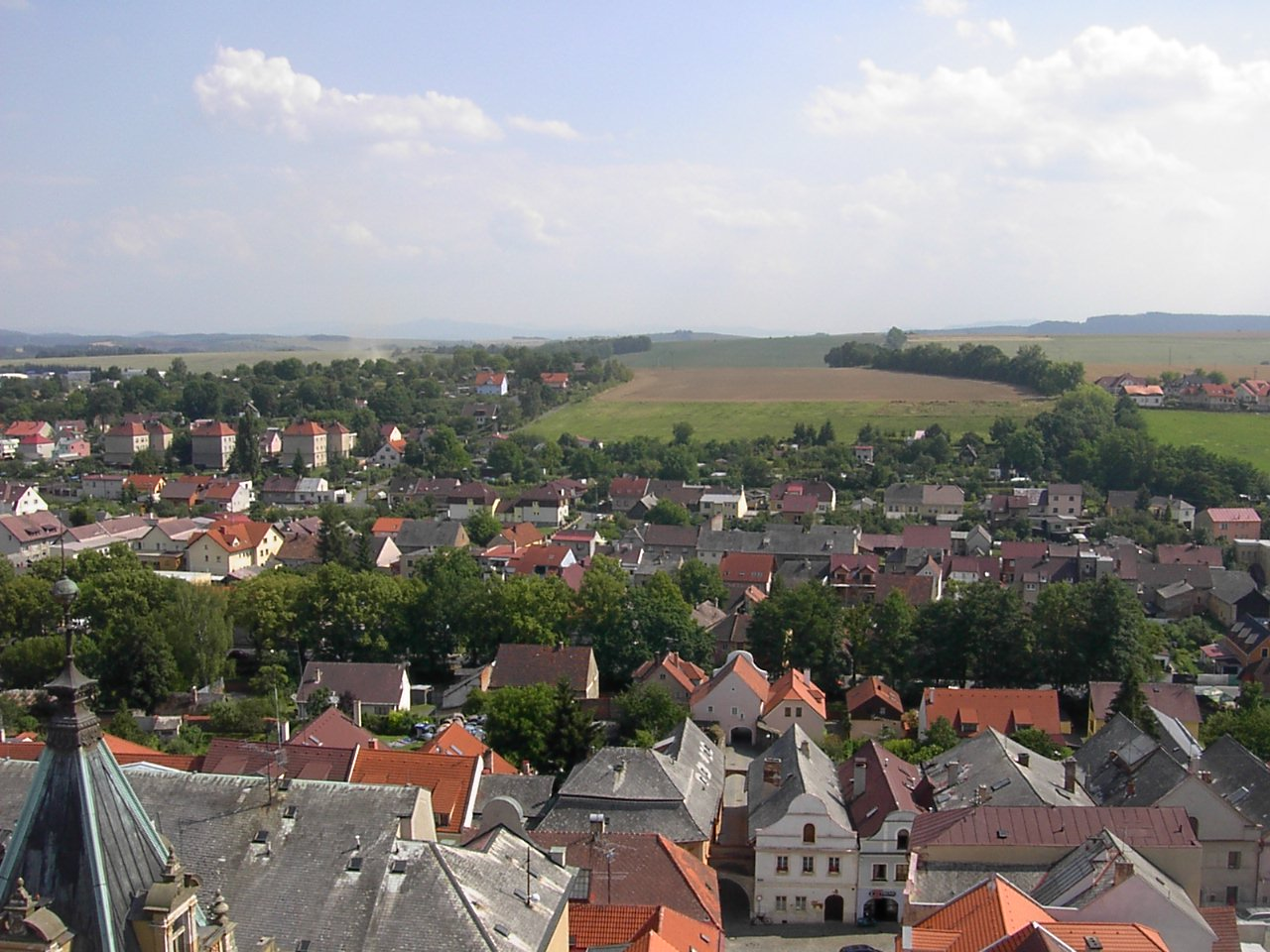
Bezděkovské předměstí

V centru města se nachází historické jádro s měšťanskými domy ze 14. až 16. století, které jsou dnes součástí městské památkové rezervace. Dochovaly se také zbytky městského opevnění, zámek, který vznikl přestavbou původního hradu v 18. století, gotický farní kostel a klášter.
- Z původního Chodského hradu založeného Přemyslem Otakarem II. se zachovala jenom věž a část opevnění. V letech 1726–1730 byl hrad barokně přestavěn na solnici.[18] V roce 1995 hrad vyhořel, ale následky požáru se naštěstí podařilo relativně brzy odstranit. Dnes najdeme v objektu hradu Muzeum Chodska.
- Arciděkanský kostel Narození Panny Marie – původně raně gotický z druhé poloviny 13. století. V 15. století zaklenut a změněn v trojlodí, vyhořel roku 1747, v letech 1751–1756 barokně přestavěn. Ke kostelu přiléhá městská věž, která tvoří dominantu náměstí Míru i celých Domažlic. Věž je 56 metrů vysoká, nahoru vede 194 schodů. Je šikmá, její odchýlení od svislé osy činí 59 centimetrů. Ve věži byly po požáru v roce 1822 zavěšeny čtyři zvony (největší Zikmund z roku 1824 váží 1760 kg, dále Marie, nejmladší je Jan – Umíráček, nejstarší je Advent).
- Dolní brána – asi nejznámější domažlická brána. Najdeme ji na dolním konci náměstí Míru. Pochází z 60. let 13. století.
- Radnice – novorenesanční budova vystavěná na místě původní renesanční stavby, byla vybudována v roce 1893.
- Klášterní kostel Nanebevzetí Panny Marie – kostel založený ve druhé polovině 13. století byl přestavěn v letech 1774–1787.
- Kostel Zvěstování Panně Marii (U Svatých) – původně farní kostel pro venkovské obce. U kostela je tzv. malá fara. Založen počátkem 14. století, opraven po požáru roku 1648. V těsné blízkosti kostela stával kostel svatého Jakuba a odtud se říká kostelu „U Svatých“.
- Kostel svatého Vavřince (na Veselé Hoře) – Kostel byl postaven roku 1775 na místě kaple z let 1695–1698, obnoven roku 1851.
- Kaple svaté Anny (pod Vavřinečkem)
- Národní památník Domažlice – největší husitský žulový kalich v Evropě s naučnou stezkou a originální sochařskou galerií pod širým nebem (vrch Baldov)

### Další stavby
- Kellnerův mlýn – Hořejší Předměstí, Kozinova čp. 52, zbořen
- Ludvíkův mlýn – Hořejší Předměstí, Kozinova čp. 49, zbořen
- Váchalův mlýn – Hořejší Předměstí, Kozinova čp. 46

## Okolí města

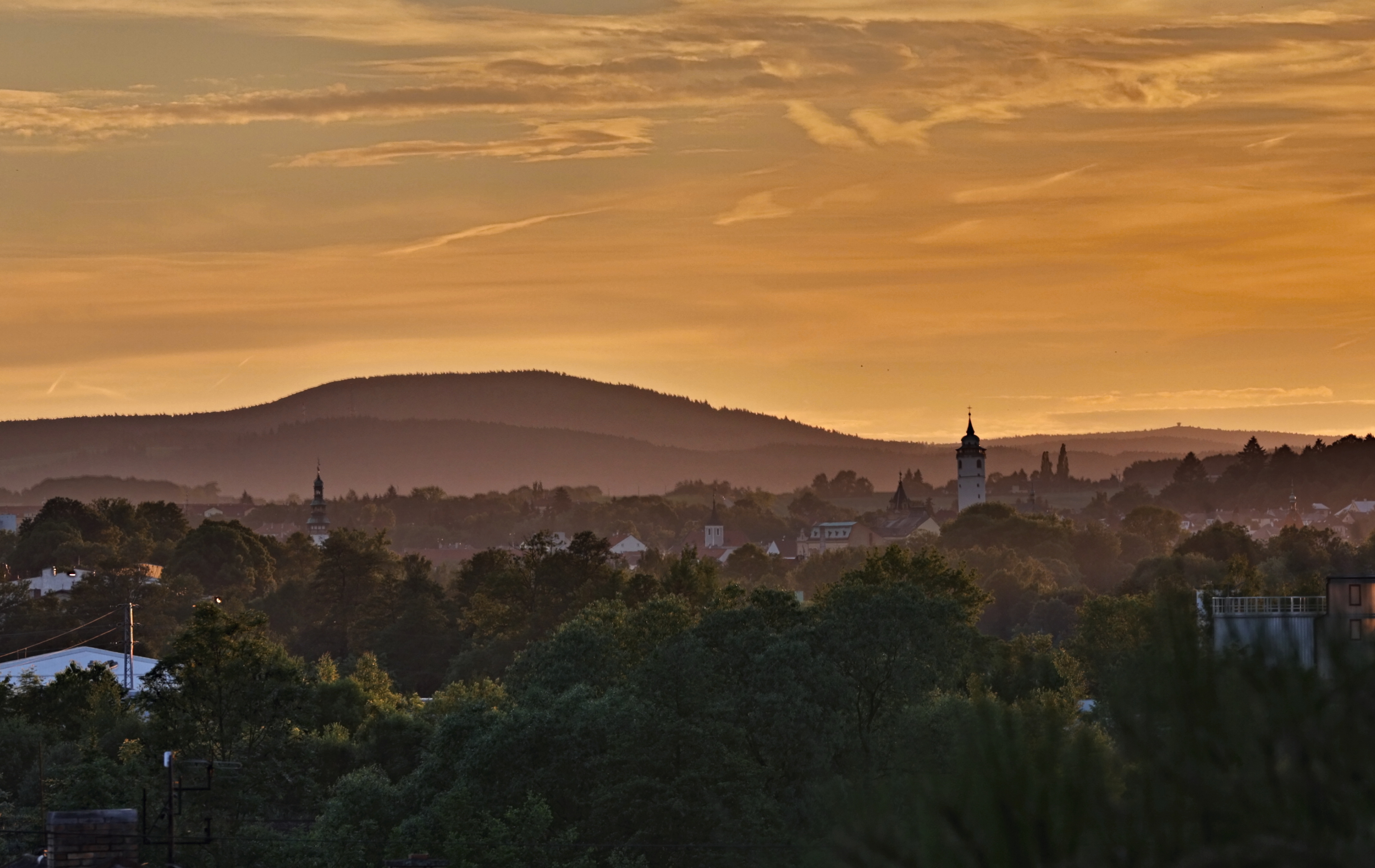
Panorama Domažlic při západu slunce pohledem od Bořic

Na nedalekém Čerchově byla postavena s přispěním města Domažlice Kurzova rozhledna, ze které je krásný výhled na město.
Nad městem na vrchu Baldov stojí v torzu nedokončený a mezigeneračně obměněný husitský Národní památník Domažlice, který je s robustní základnou složeného základního kamene z roku 1931 zapsán v Ústředním státním seznamu chráněných kulturních památek ČR a v roce 2015 byl nově doplněn o obří prstencový žulový kalich. Památné místo k sobě přitahuje zaslouženou zvýšenou pozornost široké veřejnosti také díky naučné stezce s originální sochařskou galerií pod širým nebem, vzniklou právě z podnětu legendární světoznámé středověké bitvy, která zásadně předznamenala postupné rozšiřování protestantismu a náboženské tolerance v celé Evropě. Zájem světové veřejnosti o toto vojensky a historicky přitažlivé místo v České republice mělo podpořit také barvité velkoformátové výtvarné panoráma, zachycující vítězoslavnou scénu z Bitvy u Domažlic. Autorem návrhu velkoplátna z roku 1935 s plastickým popředím ve formátu 9 × 30 metrů, které dosud čeká na úplné dokončení, byl akademický malíř Jan Šebek.

## Osobnosti
- Jindřich Šimon Baar (1869–1925), katolický kněz, básník a spisovatel
- Alfons Bébar, OSA (1881–1940), převor domažlického kláštera
- Karel Matěj Čapek-Chod, spisovatel a novinář (1860–1927)
- Augustin Emil Dorničák, OSA (1929–2008), převor domažlického kláštera
- Gabriel Hart (1894–1961), herec a režisér
- Václav Jehlička (* 1948), politik, senátor a v letech 2007–2009 ministr kultury
- Jindřich Jindřich (1876–1967), hudební skladatel, klavírista, sbormistr, etnograf a sběratel lidových písní
- Ladislav Klíma (1878–1928), filosof
- Antonín Konrády (1931–2025), muzikant a zpěvák
- Matt Konop (1906–1983), důstojník armády Spojených států amerických, čestný občan města Domažlice
- František Michl (1901–1977), malíř, designér a grafik
- Josef Mukařovský (1851–1921), malíř
- Božena Němcová (1820–1862), spisovatelka
- Václav Pavlík (1884–1953), gymnaziální profesor, legionář, starosta Domažlic
- Josef Pelnář (1872–1964), lékař, jeden ze zakladatelů českého vnitřního lékařství
- Emanuel Peroutka (1860–1912), profesor starověkých dějin
- Karel Pezl (1927–2022), náčelník Generálního štábu Armády České republiky
- Jan Procházka (1914–1943), protinacistický odbojář člen Obrany národa
- Antonín Rozsypal (1866–1937), právník a státní úředník, v letech 1928 až 1937 zemský prezident Podkarpatské Rusi
- Antonín Steidl (1832–1913), lékař a politik, okresní starosta
- Jan Vrba (1889–1961), lesník, učitel, básník a spisovatel
- Zdeněk Vyšohlíd (* 1948), filosof

## Partnerská města
- Furth bei Göttweig, Rakousko
- Furth im Wald, Německo
- Ludres, Francie
- Two Rivers, USA

## Galerie

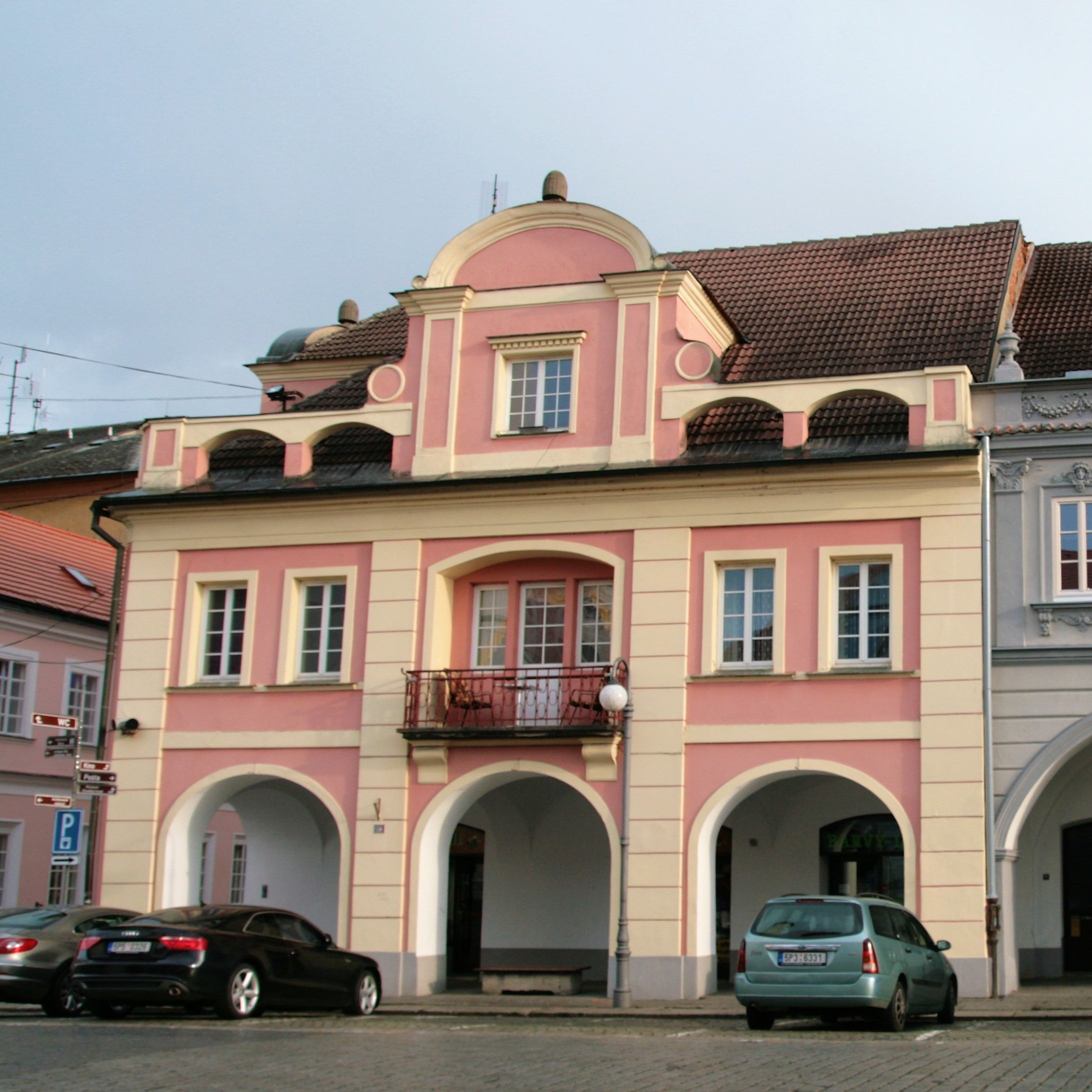
Dům v ulici Branská čp. 56
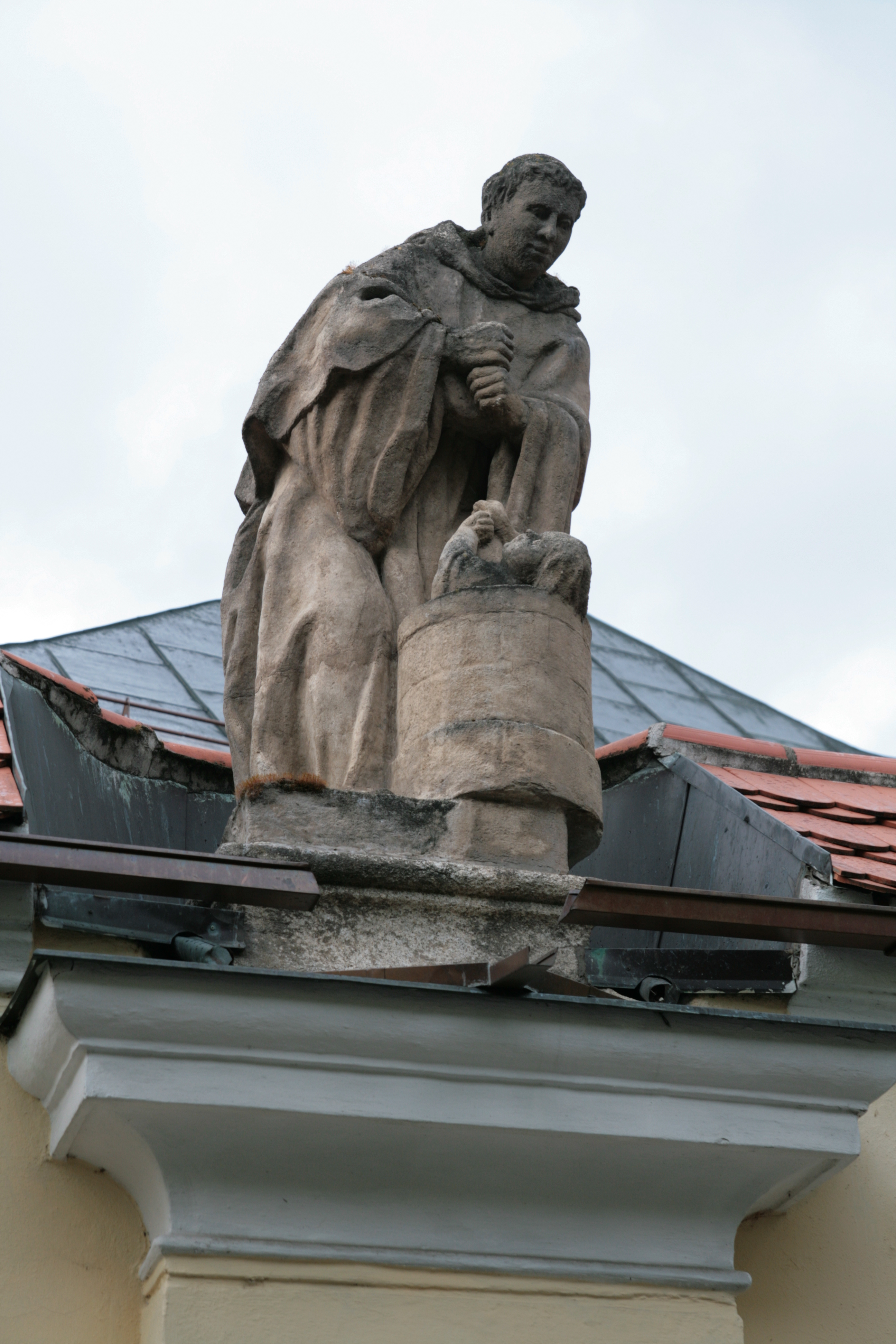
Socha na zdi Augustiniánského kláštera
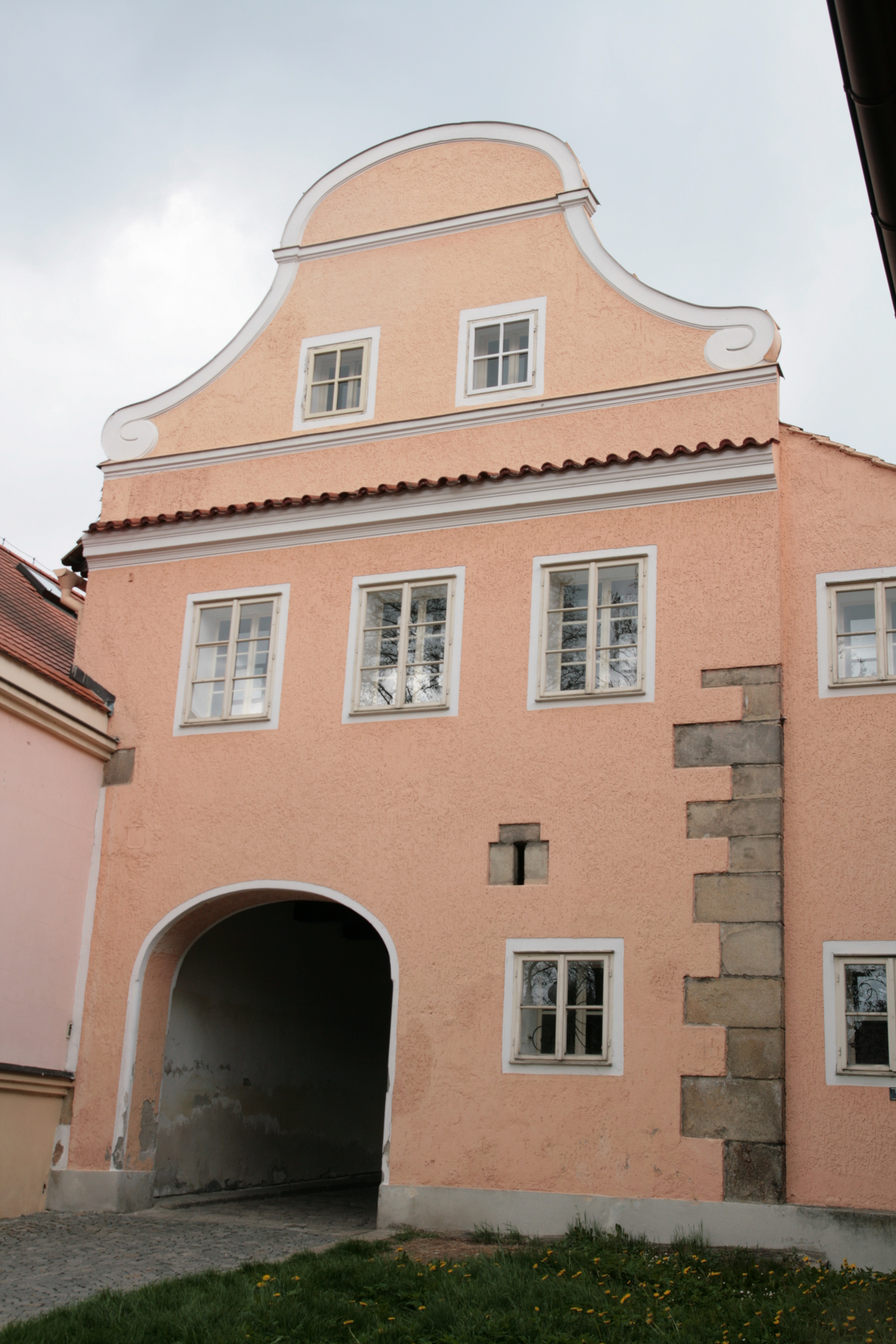
Branka v Domažlicích
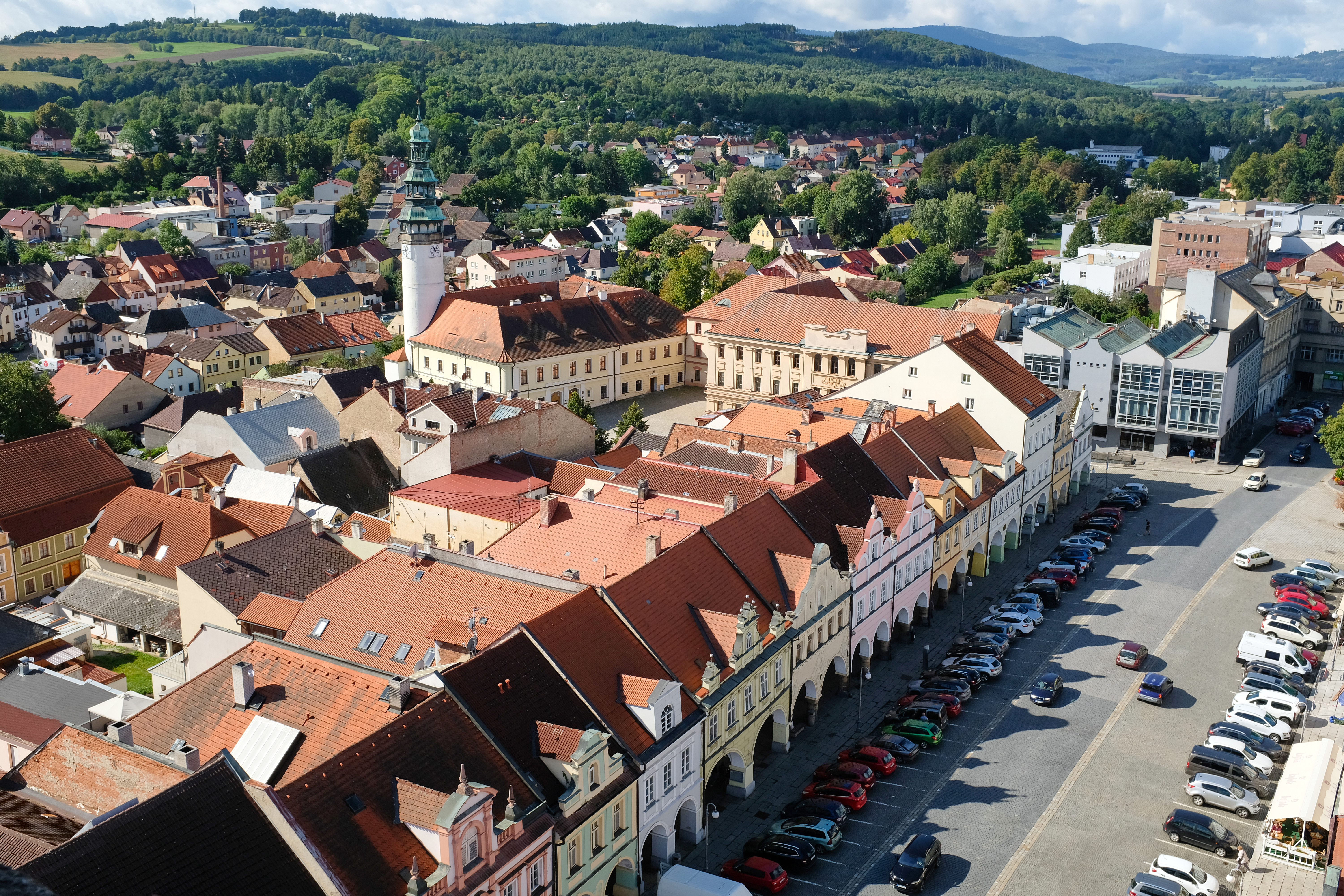
Pohled z domažlické věže
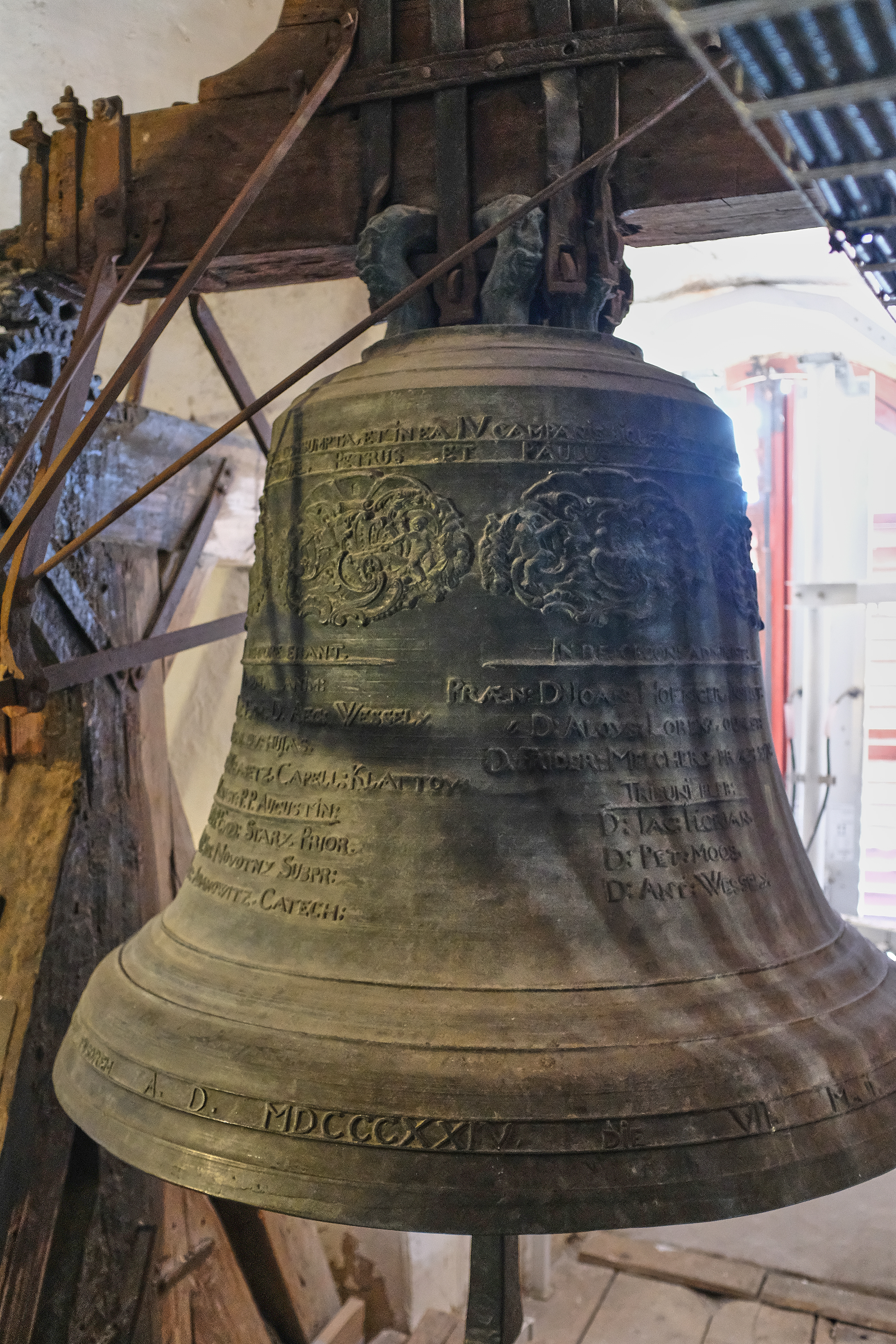
Zvon v domažlické věži